# Simplicia toma
Simplicia toma är en fjärilsart som beskrevs av Holloway 1979. Simplicia toma ingår i släktet Simplicia och familjen nattflyn. Inga underarter finns listade i Catalogue of Life.